# Кастльоса
Кастльоса (на шведски: Kastlösa) е населено място в южната част на шведския остров Йоланд, разположено в община Мьорбюлонга, лен Калмар. Населението на Кастльоса е 201 души (към 31 декември 2010).
Кастльоса лежи много близко до границата на природния и културен резерват „Стура Алварет“.
Постройките в Кастльоса са разположени от двете страни на основната улица, която се простира от край до край. В населеното място има църква, ресторант и бензиностанция. Най-близкото голямо населено място Мьорбюлонга е на 10 km от Кастльоса.

## Динамика на населението
Населението на Кастльоса е с тенденция към намаляване .